# Eunidia unicoloricornis
Eunidia unicoloricornis là một loài bọ cánh cứng trong họ Cerambycidae.